# Филиппово (Костромская область)
Филиппово — деревня в Нерехтском районе Костромской области. Входит в состав Волжского сельского поселения.

## География
Находится в юго-западной части Костромской области на расстоянии приблизительно 24 км на восток-северо-восток по прямой от районного центра города Нерехта.

## История
Известна с 1596 года как сельцо князя Сулешова, позднее принадлежало воеводе Салтыкову М. Г., частично думному дворянину Ф. И. Леонтьеву и помещику Г. Я. Тухачевскому. В 1872 году здесь было учтено 16 дворов, в 1907 году отмечено было 26 дворов.

## Население
Постоянное население составляло 169 человек (1872 год), 111 (1897), 140 (1907), 0 в 2002 году, 1 в 2022.